# Dollar (Schottland)
Dollar (schottisch-gälisch Dolair, von dal-aird „Tal zwischen den Hügeln“) ist eine Stadt in der schottischen Council Area Clackmannanshire. Sie ist etwa acht Kilometer nordöstlich von Alloa und 16 km nordwestlich von Dunfermline am Fuß der Ochil Hills gelegen und gehört zu den Hillfoots Villages. Der Firth of Forth fließt etwa zehn Kilometer, der Devon wenige Hundert Meter südlich. Dollar ist durch die A91 an das Straßennetz angeschlossen. Im Jahre 2011 verzeichnete Dollar 2717 Einwohner.

## Geschichte
Eine Siedlung, die sich am Ort des heutigen Dollar befand, wurde im Jahre 1645 im Rahmen des Angriffs auf das oberhalb Dollars gelegene Castle Campbell, dem Sitz der Dukes of Argyll und Hauptsitz des Clans Campbell, durch den Duke of Montrose zerstört. Heute sind nur noch Ruinen von Castle Campbell im Dollar Glen erhalten. Historisch war die Textilherstellung ein bedeutender Wirtschaftszweig in Dollar und trug wesentlich zu seiner Entwicklung bei. Hierbei nutzten die Betriebe die zahlreichen Gebirgsbäche entlang der Hänge der Ochils zur Energieerzeugung. So wurden dort seit dem 16. Jahrhundert Tweed, Tartans und Strickwaren produziert.

## Persönlichkeiten
- Iain Sproat (1938–2011), Journalist, Herausgeber und Politiker (Conservative Party)
- Tom Simpson (* 1947), Chemiker
- Alan Grafen (* 1956), Verhaltensbiologe, Evolutionsbiologe und Professor für Theoretische Biologie

## Galerie

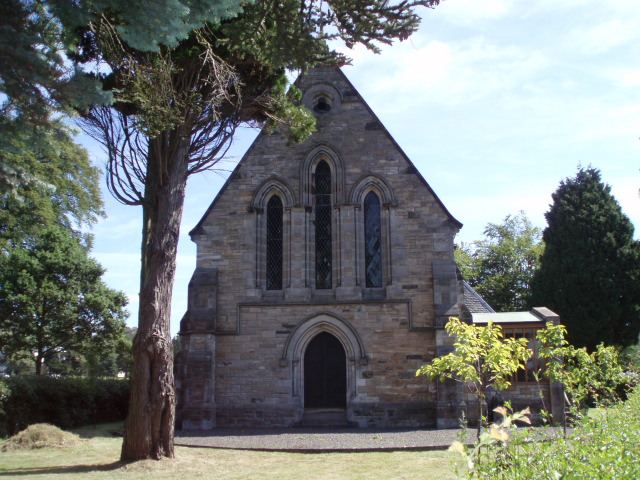
Kirche in Dollar
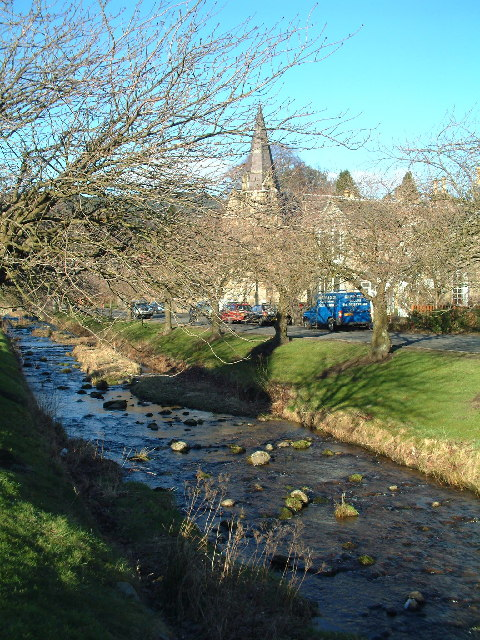
Dollar Burn
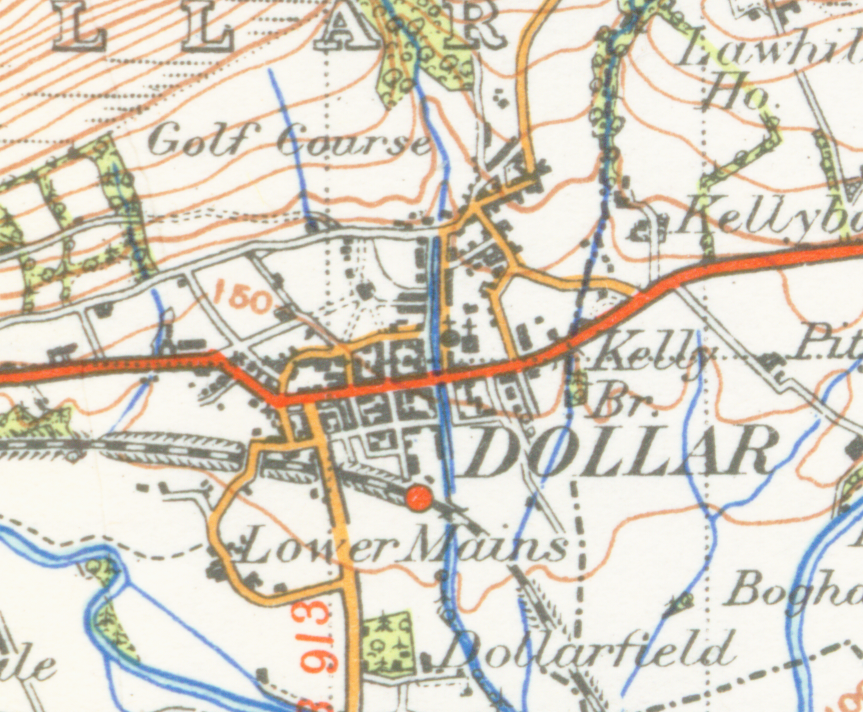
Dollar im Jahre 1945